# Forte di Castagneto Carducci

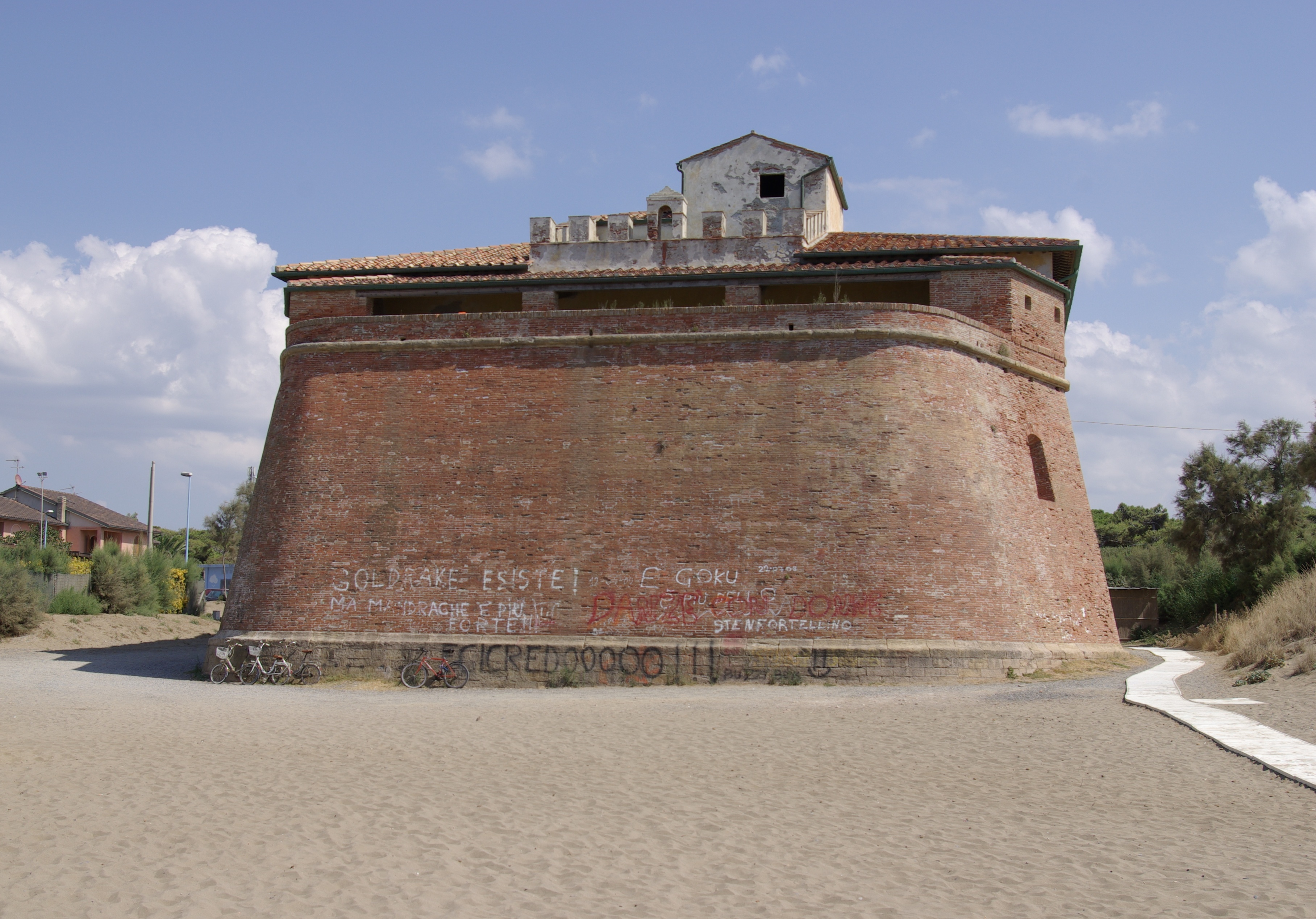
Forte di Castagneto Carducci, August 2009

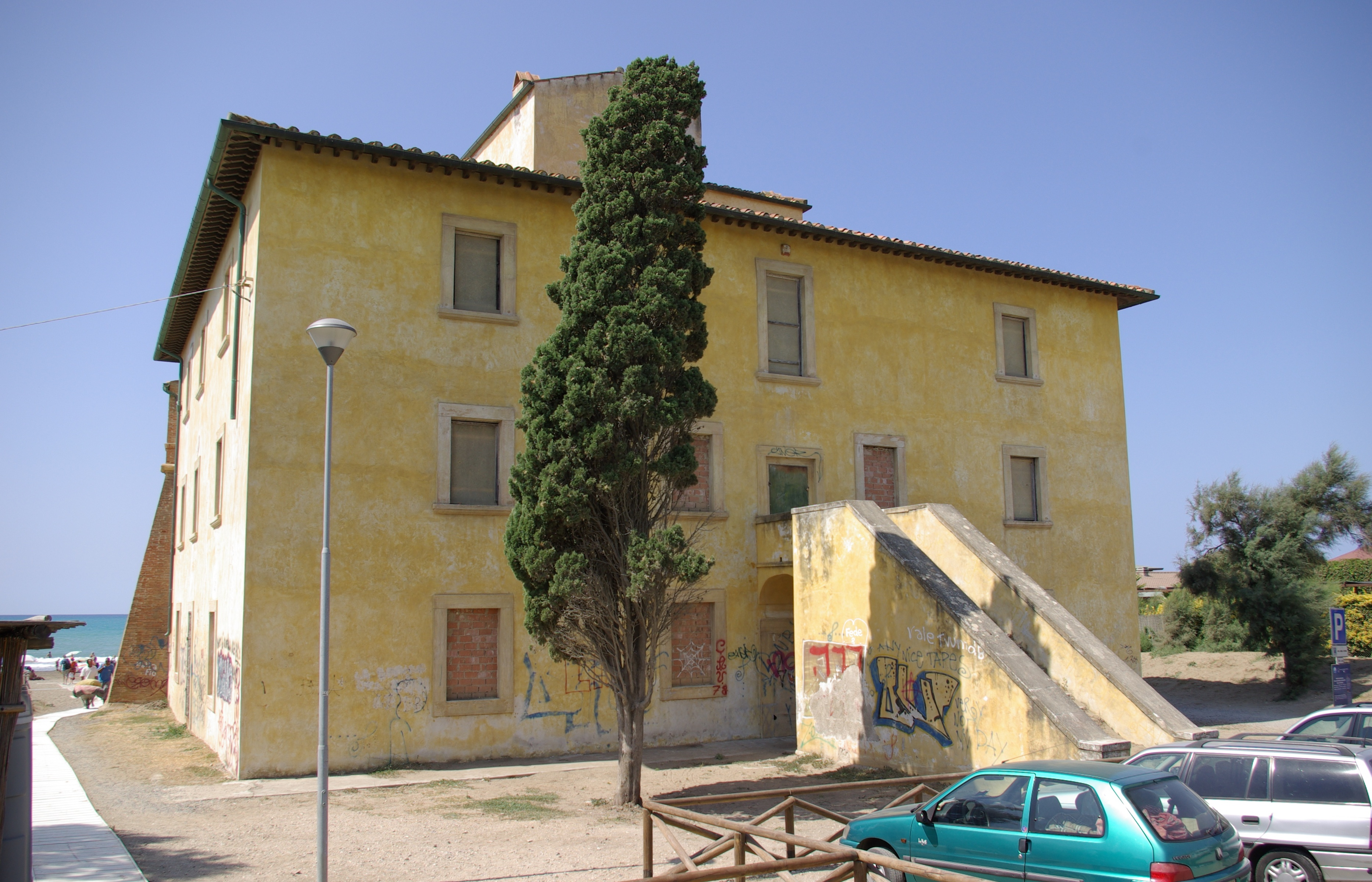
Forte di Castagneto Carducci, August 2009

Das Forte di Castagneto Carducci ist eine kleine Festungsanlage an der toskanischen Küste im Ortsteil Marina di Castagneto Carducci der Ortschaft Castagneto Carducci.

## Geschichte
Das Fort wurde, wie unter anderem das sieben Kilometer nördlich gelegene Forte di Bibbona, Ende des 18. Jahrhunderts auf Anordnung Leopolds II. errichtet, der die Küstenlinie des Großherzogtums Toskana besser überwachen wollte. Neben dem Schutz vor Piraten dienten solche Forts vor allem zur Gesundheitskontrolle sowie zur Umsetzung der Zollbestimmungen.

## Bauwerk
Der Komplex ist zur See hin mit einer massiven Bastion aus Backsteinen befestigt. An der Landseite befindet sich ein kaum wehrhaft ausgebautes, palazzoähnliches Haus. In dem quadratischen Gebäude befanden sich eine Wache sowie die Pferdeställe und die Unterkünfte der Kavallerie.
In den 1950er Jahren entstand um das ehemalige Fort der Badeort Marina di Castagneto Carducci, der größtenteils aus Ferienhäusern besteht. Das Fort steht seit einigen Jahren leer. Die Anlage ist nahezu baugleich mit dem zeitgleich entstandenen Forte di Bibbona.